# Zimní stadion Karlovy Vary
Zimní stadión Karlovy Vary byl sportovní stadion v Karlových Varech ve čtvrti Rybáře, kde hrál svoje domácí zápasy HC Energie Karlovy Vary. V sedmdesátých letech bylo rozhodnuto, že stadion vybudovaný v roce 1947 je již nevyhovující. Proto bylo rozhodnuto o vybudování tréninkové plochy, vedle které měla vzniknout nová zápasová hala. Po dostavbě tréninkové plochy se však od stavby haly upustilo. V osmdesátých letech byla plocha zastřešena a v letech devadesátých musel tento stadion podstoupit značné úpravy. Kapacita stadionu dosahovala 4 680 míst.
V roce 2009 byla hala nahrazena novou multifunkční KV arénou. Po přestěhování karlovarských hokejistů koupil halu od města Karel Holoubek. Ten ji poté změnil na obří vietnamskou tržnici.